# Cantone di Saint-Laurent-sur-Gorre
Il Cantone di Saint-Laurent-sur-Gorre era una divisione amministrativa dell'arrondissement di Rochechouart.
A seguito della riforma approvata con decreto del 20 febbraio 2014, che ha avuto attuazione dopo le elezioni dipartimentali del 2015, è stato soppresso.

## Composizione
Comprendeva i comuni di:
- Cognac-la-Forêt
- Gorre
- Saint-Auvent
- Saint-Cyr
- Sainte-Marie-de-Vaux
- Saint-Laurent-sur-Gorre